# Alloway (South Ayrshire)
Alloway, schottisch-gälisch: Allmhaigh ist eine ehemals eigenständige Ortschaft in der schottischen Council Area South Ayrshire. Ehemals Hauptort eines gleichnamigen Parishs ist Alloway heute Teil des Stadtgebiets von Ayr. Es liegt am Südrand von Ayr nahe der Mündung des Doon in den Firth of Clyde.

## Geschichte
Erstmals wurde eine Kirche an diesem Standort in einer Charta des schottischen Königs Alexander II. aus dem Jahre 1236 erwähnt. Die heute als Ruine erhaltene Alloway Auld Kirk geht jedoch wahrscheinlich auf das Jahr 1516 zurück. Das wenige hundert Meter südlich der Ortschaft gelegene Newark Castle entstand im 16. Jahrhundert als Tower House. Möglicherweise stammen die ältesten Fragmente bereits aus dem 15. Jahrhundert.
Bekanntester Sohn Alloways ist der 1759 geborene Dichter Robert Burns, dessen Vater auf dem Kirchhof der Alloway Auld Kirk begraben liegt. Sein, heute Burns Cottage genanntes, Geburtshaus liegt unweit der Kirche. In den 1790er Jahren wird die Kirche bereits als Ruine beschrieben. Der schaurige Anblick inspirierte Burns sie in seinem wohl bekanntesten Gedicht Tam o’ Shanter als Spukkirche zu beschreiben („Da sieht er schimmernd durch das Grau; Kirk-Alloway, den alten Bau; Er strahlt im vollen Lichterglanze; Und d’rinnen lärmt’s von wildem Tanze“). Auch die Brig o’ Doon, über welche sich der Protagonist vor den Geistern und Hexen aus der Kirche flüchten will, wird in dem Gedicht erwähnt. (Lauf Meg, es gilt des Tammie Glück! Gewinne nur die schmale Brück’! Dort blase ihnen in’s Gesicht, Sie dürfen über’s Wasser nicht!) Zum Gedenken an den Dichter wurde in den 1820er Jahren das Robert Burns Monument eingerichtet.